# Mantidactylus lugubris
Mantidactylus lugubris là một loài ếch trong họ Mantellidae. Nó là loài đặc hữu của Madagascar.
Các môi trường sống tự nhiên của chúng là các khu rừng ẩm ướt đất thấp nhiệt đới hoặc cận nhiệt đới, rừng mây ẩm nhiệt đới và cận nhiệt đới, xavan ẩm, đồng cỏ ở cao nhiệt đới hoặc cận nhiệt đới, sông, và các khu rừng trước đây bị suy thoái nặng nề.Nó không được xem là bị đe dọa theo IUCN.